# خوسيه ماريا إغليسياس
خوسيه ماريا إغليسياس (بالإسبانية: José María Iglesias) (و. 1823 – 1891 م) هو سياسي، وكاتب سيناريو، ومحام من المكسيك ولد في مدينة مكسيكو.